# معتمدية غمراسن
معتمدية غمراسن إحدى معتمديات الجمهورية التونسية، تابعة لولاية تطاوين.
في 2004، كان في المعتمدية 335 18 نسمة، منهم 733 7 رجل و602 10 امرأة، موزعين على 186 4 عائلة و027 6 مسكن.

في 2014، كان في المعتمدية 957 15 نسمة، منهم 676 6 رجل و281 9 امرأة، موزعين على 126 4 عائلة و785 7 مسكن.

## التقسيمات الإدارية
تتكون المعتمدية من 10 عمادات، وهم:
- غمراسن المدينة.
- قصر حدادة.
- وادي الخيل.
- الواحة.
- الزهور.
- القرضاب.
- الفرش.
- قرماسة.
- المدينة الجديدة.
- قصر المرابطين.

### مواضيع ذات علاقة
- غمراسن.
- ولاية تطاوين.

1. 1 2 3 4 5 6 7 8 9 10  "المناطق الترابية (العمادات) حسب الولايات والمعتمديات". اطلع عليه بتاريخ 2024-11-30.